# 瑞鳳級航空母艦

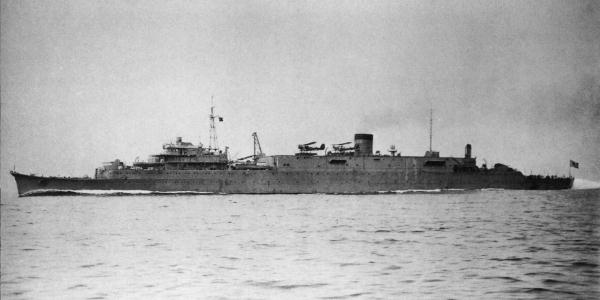
祥鳳號的前身，潛艇母艦「劍崎號」

祥鳳級航空母艦（日语：祥鳳型航空母艦），又称瑞鳳級航空母艦（日语：瑞鳳型航空母艦）是日本帝國海軍曾經於二次大戰期間操作過的一個輕型航空母艦等級。祥鳳級共有兩艘同級艦，分別是一號艦祥鳳號和二號艦瑞鳳號，其前身分別是潛艇母艦（日语：潜水母艦）劍崎號和高崎號。

## 簡介
由於倫敦海軍條約的簽署，限制了美、日、英三國能夠擁有的戰艦與航空母艦數量與噸位。為了規避此限制日本海軍於是以其他包括補給艦或潛艇母艦等不受條約限制的船隻種類作為掩護，設計出船體與航空母艦之間具有相當程度共通性，可以在短時間內快速自原用途改造為航空母艦的替代方案。而劍崎級加油艦（日语：剣埼型給油艦）就是在這樣的背景下所開發出的船艦，在條約中，大型補助艦艇的極速被限制在20海浬以下、搭載火器為6.1英吋以下、3英吋以上的主炮4門；在起造時就已內定作為「航空母艦預備艦」的用途。
和1930年代早期的日本軍艦相同，劍琦級為了簡化製程，大量運用電焊工法；因此是由當時焊工培訓主力的橫須賀海軍工廠建造。兩艦在1934年（昭和9年）時起造，1935年與1936年時陸續下水；但橫廠得知第四艦隊事件中大鯨號遭到重創的消息後，對剛下水的劍崎號實施全面檢查，並強化結構。尚在船台上的高崎號則回歸鉚接工法，補強艦體需求強度。由於所有海軍工廠都在忙著為過去採用電銲而不足的艦體實施補強工程，下水後的劍崎號反而沒有足夠人力實施儀裝，兩艦下水後的工程反而遭到推延。
1936年底，日本退出倫敦海軍條約簽約國，1937年日華事變後，日本進入戰爭狀態；過去以優秀船舶補助新建的民間船隻可以依法轉用供帝國海軍運用。這時候兩艘尚未完工的高速運油艦立場就變得相當尷尬，就海軍的立場，都已經能向民間徵調船舶，是否還需要維持兩艘不上不下的運輸艦是存在著異音，但又不好直接改造成航空母艦。在1937年12月10日，日本海軍決定將兩艘運油艦實施部分結構復原，希望將其提升成潛水艇母艦運用；改造草圖以大鯨號的操作經驗實施修改，因此這時候兩艦外觀與大鯨號近似。
劍崎號於1939年1月15日完工後即以潛艇母艦的身份服役於日本帝國海軍，當時它已有飛機庫和昇降機以及一個假煙囪，煙囪所在的艦身上部結構是一個很大的平頂。1940年11月15日進行航空母艦改造工程，至1941年12月22日完工後改名為祥鳳號。此次改造的重點是拆除假煙囪，再於拆除煙囪後的大平頂上舖上木製飛行甲板，將其一直延長至艦橋前方。由於祥鳳級的艦身窄，為了不影響飛機昇降而不在飛行甲板上加上艦橋，而是繼續沿用潛艇母艦時的艦橋，不過因此令在航空作戰指揮方面有所不便。劍崎號原本的動力是柴油發動機，但由於出力不夠而導致航速不足且經常故障，故在改造為航空母艦時一同改裝了4座蒸汽鍋爐。其煙囪採當時日本航空母艦常見的，在右舷向下彎曲的設計形式。
高崎號於1938年9月15日变更为潛艇母艦，并在完工前的1940年1月開始進行航空母艦改造工程，並在1940年12月27日完工，改名為瑞鳳號。由於它在完工时為潛艇母艦，并且之后直接開始進行航空母舰的改造工程，因此是直接以航空母艦的身份加入日本帝國海軍。

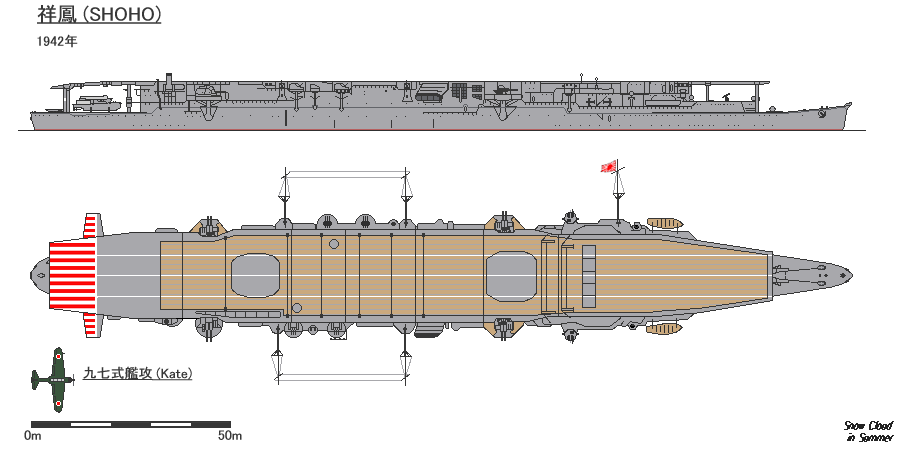
祥鳳號圖鑑

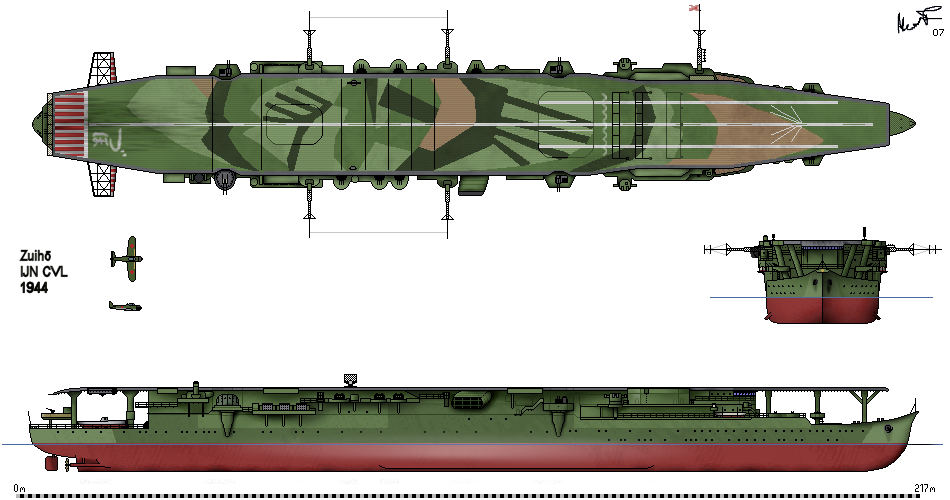
瑞鳳號圖鑑

## 實戰

### 珊瑚海和中途島

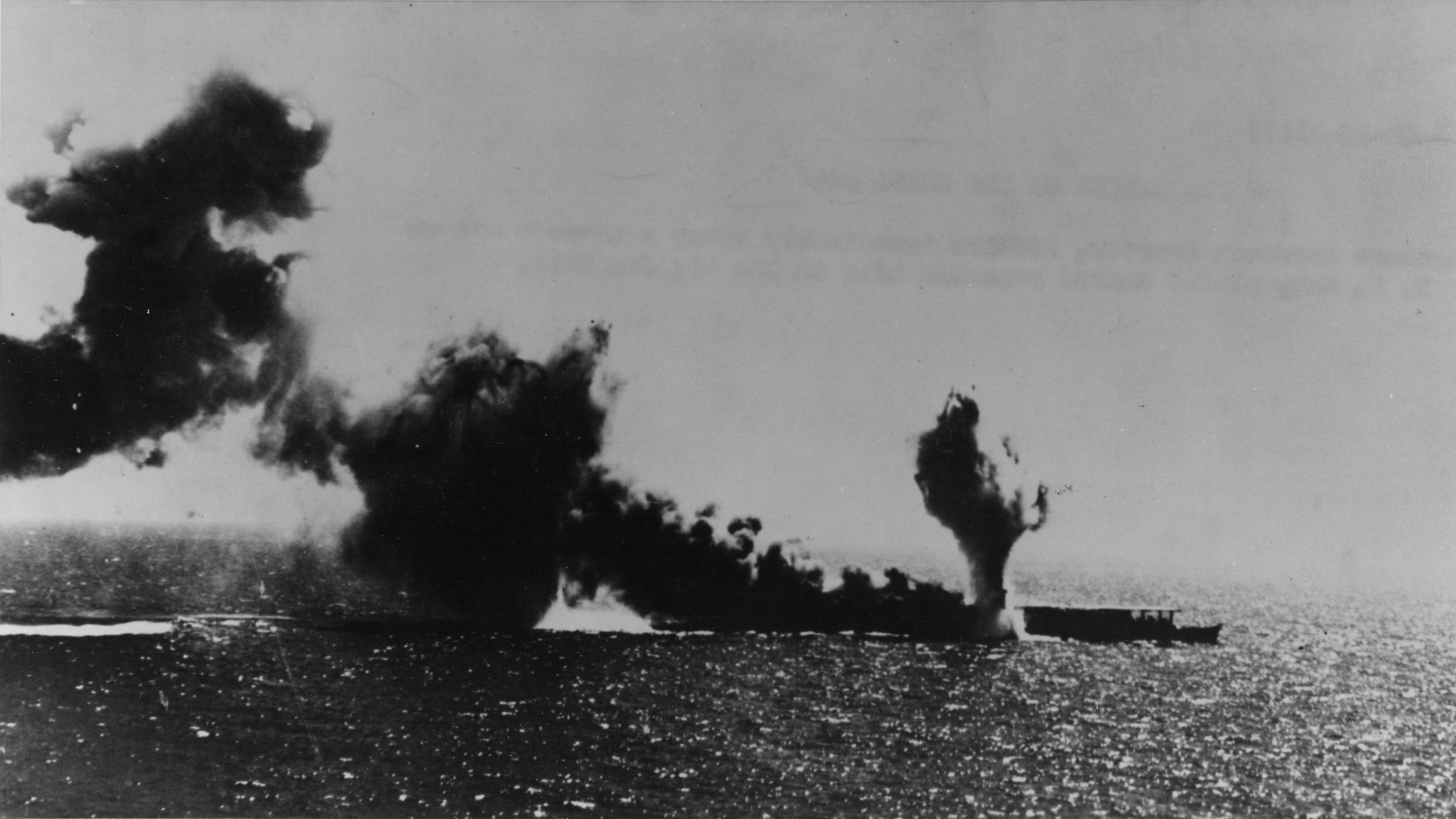
珊瑚海海戰當中的祥鳳號正受到美機攻擊

1942年5月，祥鳳號迎來了它第一次也是最後一次實戰，即是珊瑚海海戰，當時它載著21架零式戰鬥機和9架九七式艦上攻擊機，聯同4艘重巡洋艦編成為載著陸軍登陸部隊的船隊作護航，5月7日，原本去攻擊翔鶴號和瑞鶴號這兩艘日軍主力航空母艦的美軍機群竟然盯上了祥鳳號，於是93架美軍艦載機一起攻擊祥鳳號，祥鳳號雖及時把零戰放出但面對數倍的敵機根本無力招架，祥鳳號被13個炸彈和7枝魚雷命中後帶著631人沉落海底，成為第二次世界大戰當中第一艘被擊沉的日本航空母艦，也从此流传出了 Robert E. Dixon 的那句“Scratch one flat top”。
1942年6月，瑞鳳號參與了中途島海戰，負責為近藤信竹的中途島登陸部隊提供空中支援，但由於此役日軍4艘航空母艦全被擊沉，日軍匆匆撤退而取消了攻佔中途島，瑞鳳號一槍未響就經歷了第一次實戰。

### 瓜島海戰
1942年10月26日，瑞鳳號在瓜島附近海域和美國航空母艦對戰，當時瑞鳳號載著21架零戰和6架九七式，當它放出了9架零戰後突然有兩架美軍SBD無畏式俯衝轟炸機俯衝下來投彈，飛行甲板被炸穿，在兩艘驅逐艦的保護下離開戰場去維修，至於那9架零戰唯有改在同行的翔鶴號和瑞鶴號上降落。
當瑞鳳號修理完畢後再返回南太平洋，為日軍撤出瓜島做空中支援，之後其艦載機改往陸上機場繼續和美軍戰鬥，至於瑞鳳號唯有暫時作為運輸船往來日本大本營和南太平洋前線。

### 馬里亞納海戰
1944年6月，瑞鳳號和另外兩艘日軍輕型航空母艦編成第一機動艦隊參加馬里亞納海戰，6月19日，三艘日軍輕型航空母艦共放出64架飛機，但幾乎全被美軍擊落，第二日，美軍艦載機空群而出，瑞鳳號死裡逃生回到日本，但它的艦載機損失慘重而當時日本也無法補充新飛行員，於是瑞鳳號等同已廢武功。

### 雷伊泰灣海戰

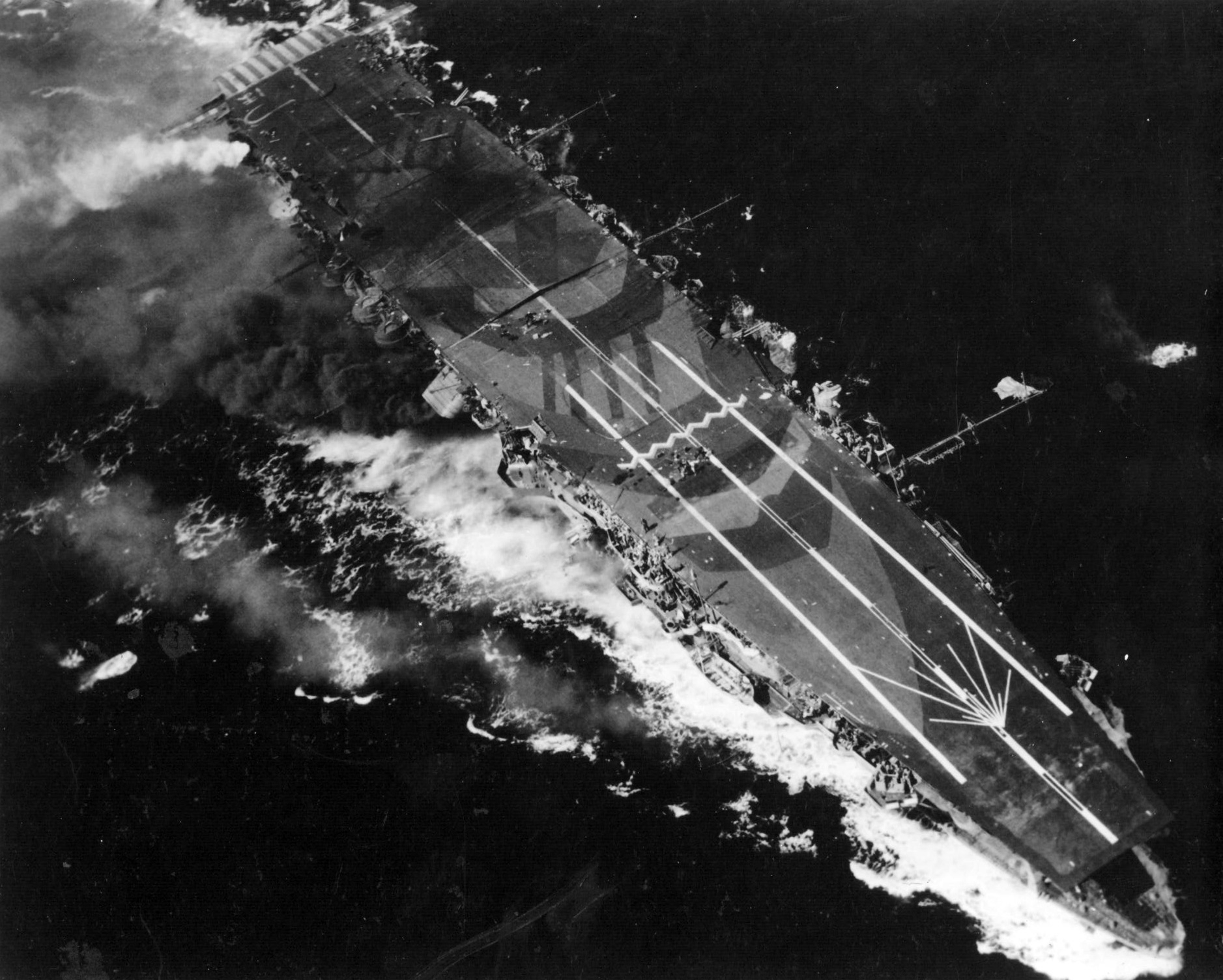
1944年時參與恩加尼奧角海戰（雷伊泰灣海戰的一部份）的瑞鳳號。飛行甲板上的是偽裝成戰艦用的欺敵迷彩，當時艦身後半的飛行甲板已遭美軍攻擊而受損。

1944年10月的雷伊泰灣海戰是瑞鳳號最後一場戰鬥，當時載著8架零戰五二型、4架作為俯衝轟炸機的零戰二一型和6架天山艦上攻擊機。10月25日，瑞鳳號受到美軍戰機攻擊，被3顆炸彈和兩枚魚雷命中後，帶著215人沉入大海。